# Aspilota nervulata
Aspilota nervulata är en stekelart som beskrevs av Fischer 1975. Aspilota nervulata ingår i släktet Aspilota och familjen bracksteklar. Inga underarter finns listade.